# Linda Medalen
Linda Medalen, née le 17 juin 1965 à Sandnes, est une footballeuse et policière norvégienne. Elle évolue au poste d'attaquante.

## Biographie
Linda Medalen est une ancienne internationale norvégienne qui a joué pour l'équipe de Norvège à 152 reprises marquant 64 buts. Elle remporte le Tournoi international féminin de la FIFA 1988, marquant l'unique but de la finale contre la Suède. Elle a participé aux coupes du monde 1991 (finaliste, 6 buts), 1995 (championne, 2 buts), aux JO 1996 (médaillée de bronze, 4 buts), et à la coupe du monde 1999 (quatrième, un but). Elle est co-meilleure buteuse des JO de 1996.
Elle a joué dans deux clubs : le club norvégien Asker Fotball et le club japonais Nikko Securities Dream Ladies. Avec le premier, elle a remporté le championnat en 1988, en 1989, en 1991 et en 1999 et termine meilleure buteuse en 1988 (22 buts) et en 1991 (29 buts). Avec le second, elle remporte le championnat en 1996 et a terminé également meilleure buteuse avec 29 buts.
En sus de son activité de footballeuse, elle est policière. En 2007, elle est élue au conseil municipal d'Asker en tant que membre du Parti conservateur. Elle est lesbienne, ce qu'elle révèle dans un article de Se og Hør en juin 1999.  Durant l'été 2012, elle s'est mariée à Trude Flan.

## Clubs
- Asker Fotball (Coupes du monde 1991 et 1999)
- Nikko Securities Dream Ladies (Coupe du monde 1995 et JO 1996)